# Wygoda (Chełm)
Pour les articles homonymes, voir Wygoda.
Wygoda (prononciation : [vɨˈɡɔda]) est un village polonais de la gmina de Wierzbica dans le powiat de Chełm de la voïvodie de Lublin dans l'est de la Pologne.
Il se situe à environ 6 kilomètres au nord de Wierzbica (siège de la gmina), 22 kilomètres au nord-ouest de Chełm (siège du powiat) et 53 kilomètres à l'est de Lublin (capitale de la voïvodie).

## Histoire
De 1975 à 1998, le village est attaché administrativement à la voïvodie de Chełm.

Depuis 1999, il fait partie de la voïvodie de Lublin.